# Emblemaria pandionis
Emblemaria pandionis is een straalvinnige vissensoort uit de familie van snoekslijmvissen (Chaenopsidae). De wetenschappelijke naam van de soort is voor het eerst geldig gepubliceerd in 1900 door Evermann & Marsh.